# Saalfelder Höhe
Saalfelder Höhe is een voormalige gemeente in de Duitse deelstaat Thüringen, en maakt deel uit van de Landkreis Saalfeld-Rudolstadt.
Saalfelder Höhe telt  inwoners.
Op 6 juli 2018 ging Saalfelder Höhe op in de gemeente Saalfeld/Saale.